# 키어런 퍼킨스
키어런 존 퍼킨스(Kieren John Perkins, OAM, 1973년 8월 14일 ~ )는 전 오스트레일리아의 프로 수영 선수이다. 세계에서 최고의 장거리 수영 선수들 중의 하나로 1992년과 1996년 하계 올림픽 1500m 자유형 2연속 금메달리스트이다.

## 생애
브리즈번에서 태어나 브리즈번 보이즈 칼리지에서 수학하였다.
심각한 다리 부상으로부터 회복의 하나로서 8세 때부터 정규적으로 수영을 시작한 퍼킨스는 13세 때에 그의 잠재력이 명백하게 되었고 코치 존 캐루의 지도와 1989년 자신의 첫 국내 메달과 1990년 코먼웰스 게임 메달을 획득하였다.
1992년 안에 1500m 자유형을 장악하여 장기적 세계 기록을 파괴시켰다. 바르셀로나 올림픽에서 종목을 장악한 퍼킨스는 기록을 14분 43초로 낮추면서 대규모의 향상을 보였다. 그는 또한 400m 자유형에서 세계 기록 보유자였으며, 이 기록은 러시아의 예프게니 사도비에 의하여 깨졌다.
1994년 빅토리아에서 열린 코먼웰스 게임에서 퍼킨스는 400m, 800m, 1500m 자유형 세계 기록들을 깼다. 800m 기록은 1500m에서 해엄칠 동안에 깨졌다. 400m 기록은 1999년 이언 소프에 의하여 깨질 때까지, 800m와 1500m 기록은 각각 소프와 그랜트 해켓에 의하여 깨질 때따지 지속되었다. 그해의 자신의 상연은 스위밍 월드 잡지로부터 "올해의 세계 남성 수영 선수"로 선정되는 결과를 가져왔다.
1996년 애틀랜타 올림픽에서 퍼킨스는 모습에서 나가버리고, 동료 선수 대니얼 코왈스키가 우승 후보로 보였다. 코왈스키는 단순한 0.24초에 의하여 결승전 진출에 성공하였고, 후에 퍼킨스가 기분이 안 좋은 것이 드러나고 수영을 하지 않는 것으로 숙고되었다. 8번 선에서 퍼킨스는 경주를 장악하면서 또 다시 코왈스키를 영구한 신부들러리 자세로 좌천시켰다. 세계 기록 보유자임에 불구하고 4월에 400m 자유형 결승전 진출에 실패하였고 국내 선수권 대회에서 3위를 하였다.
애틀랜타에서 2연승 후에 어떤 해설자들은 퍼킨스가 지속적으로 시합에 나가는 데 결정한 것에 놀랐고, 특히 그랜트 해켓이 떠오르면서 퍼킨스가 다시 이기는 데 가망없어 보였다. 시드니에서 열린 하계 올림픽에서 해켓이 퍼킨스를 2위로 재치고 우승을 거두었다.
퍼킨스는 항상 단정한 헤어컷, 공공 장소에서 말을 잘하는 이미지를 가추어왔다. 은퇴 이래 퍼킨스는 방송 미디어에서 일을 하였고, 현재 NAB 개인적 재산에서 비지니스 개발과 획득의 수석으로 있다.
1992년 오스트레일리아 훈장(OAM)이 수여되었고, 오스트레일리아의 생활 보배이다.

## 같이 보기
- 올림픽 수영 남자 메달리스트 목록
- 수영 자유형 400m 세계 기록 추이
- 수영 자유형 800m 세계 기록 추이
- 수영 자유형 1500m 세계 기록 추이